# Твёрдые технологические смазки
Твёрдые технологические смазки — смазочные материалы применяемые для механической обработки металлов. Используются на операциях точения, сверления, резьбонарезания, зенкерования, развёртывания, шлифования материалов с хорошей обрабатываемостью и труднообрабатываемых материалов (нержавеющая сталь, титан, титановые сплавы, медные и алюминиевые сплавы).
Пластические деформации и трение, возникающие в процессе резания, вызывают высокие давления и температуры в зоне контакта обрабатываемой детали и режущего инструмента. Смазочно-охлаждающие технологические средства (СОТС) способствуют уменьшению тепловыделения (за счёт облегчения процесса стружкообразования и уменьшения трения), поглощают и отводят часть выделенной теплоты, снижая тем самым температуру резания. К этому необходимо добавить моющее действие СОТС при удалении стружки и различного рода частиц из зоны резания. СОТС делят на следующие группы: охлаждающие газы; смазочно-охлаждающие жидкости (СОЖ); пластичные смазочные материалы; твёрдые технологические смазки.
В ряде случаев применение СОЖ затруднено, недопустимо или не обеспечивает требуемого технологического эффекта. В таких случаях применяют твёрдые технологические смазки.
Твёрдые технологические смазки применяют в следующих случаях:
— при обработке, требующей визуального контроля (обработка мелких отверстий);
— при нарезании резьбы в металлах, склонных к сильному налипанию на режущий инструмент;
— при обработке титановых и нержавеющих сталей и сплавов;
— при обработке пластмасс и керамики;
— при шлифовании станин торцом круга, зубошлифовании тарельчатыми кругами, заточке лезвийного инструмента;
— при обработке металлов и сплавов, склонных к трещинообразованию.
В состав твёрдых технологических смазок входят специальные противоизносные модификаторы, присадки и наполнители, снижающие трение и температуру в зоне резания, что позволяет в несколько раз увеличить ресурс работы инструмента и повысить качество обработанной поверхности.
Применение твёрдых технологических смазок в десятки раз экономней традиционных смазочных средств, за счёт оптимальной концентрации минимального количества смазки в строго определённом месте.Твердые технологические смазки наносят методом касания на режущий инструмент перед обработкой, последующие нанесения производят по мере необходимости.

## Разработка и применение
Лидером в разработке и применении технологических твёрдых смазок является авиакосмическая корпорация Boeing. Корпорация выпускает твёрдые технологические смазки для собственных нужд и для реализации различным потребителям.
Специалистами компании сформулирован принцип применения твёрдых технологических смазок — «Экономия времени и денег, будучи экологически ответственными».
На территории стран СНГ разработкой составов и исследованием твёрдых технологических смазок для металлообработки занимались научные сотрудники институтов и университетов. Большой научный вклад в исследование и разработку твёрдых смазок внёс Л. В. Худобин.

## Преимущества применения

### Твёрдые технологические смазки имеют ряд преимуществ по сравнению с другими смазочными средствами
- в несколько раз повышают стойкость инструмента,
- повышают чистоту обрабатываемой поверхности,
- не вызывают коррозии обрабатываемого изделия,
- легко удаляются с деталей после обработки,
- не загрязняют рабочее место,
- незаменимы при обработке наклонных и вертикальных поверхностей,
- удобны для нанесения на инструмент,
- не токсичны,
- при работе на повышенных скоростях не разлагаются с выделением вредных газов.

## История создания
Твёрдые технологические смазки, как и большинство изобретений 20-го века, являются продуктом научных исследований в области космонавтики и новых направлений энергетики.Во второй половине прошлого века появилась атомная энергетика, человек обосновался в стратосфере, вышел в околоземное и межпланетное пространство. Появились задачи в области трения, решить которые обычными методами не удалось. Например, трение в космосе происходит в вакууме, при температурах от −150 °C до +180 °C, под действием излучения, пучков ионов и тяжёлых частиц и других неблагоприятных факторов. В таких условиях смазка испаряется или замерзает, адсорбированные граничные плёнки и оксиды разрушаются, а поверхности металлов в контакте схватываются. Было много случаев отказов техники из-за такого схватывания. Повышенное трение в контейнере парашюта закончилось гибелью космонавта В. М. Комарова (1967), а стыковка «Союза-10» с «Салютом» (1970) не удалась из-за схватывания контактного узла. Поломка платформы американского «Вояджера-2» (1981) произошла из-за разрушения смазочного покрытия в зубчатой передаче. Подобные отказы имели место на европейских спутниках: «Инсат 1» (1982), «ТВсат 1» (1987), «ТСС» (1992), «ЕТС» (1995), «Галилео» (1989), «Магеллан» (1990). На МКС (1998) произошла поломка стыковочного узла из-за схватывания шарниров. Японская космическая программа уже в нашем веке потеряла три ракеты-носителя из-за неправильной конструкции подшипников двигателей.
Для решения возникших в космосе проблем по инициативе С. П. Королёва при Академии наук СССР был создан Совет по трению и смазкам, первым председателем которого стал академик А. Ю. Ишлинский — конструктор первого лунохода. Была развёрнута целая программа по изучению трения в экстремальных условиях.
Внимание исследователей обратилось к твёрдым смазкам. Смазочная способность графита давно использовалась в щётках электрических машин. Однако ещё при создании самолётов для больших высот было обнаружено, что графит теряет это свойство в разреженной атмосфере и не сможет работать в вакууме. Механизм трения графита связан не только с его строением, но и со способностью удерживать на поверхности полярные молекулы. Всегда содержащиеся в воздухе молекулы воды адсорбируются на чешуйках графита, обеспечивая лёгкое относительное скольжение. Поэтому коэффициент трения графита по металлам во влажном воздухе составляет 0,03-0,05, а в вакууме или сухой атмосфере инертных газов — 0,3-0,4.
Ценной находкой для космической техники оказался дисульфид молибдена, который работоспособен в вакууме до 1100 °C. Правда, во влажной атмосфере идёт реакция 2MoS2 + 9O2 + 4H2O = 2MoO3 + 4H2SO4. Для MoO3 коэффициент трения 0,6, он гораздо твёрже MoS2, начинается интенсивный абразивный износ поверхности трения, плюс действие серной кислоты. Но в космическом вакууме воды нет, и MoS2 в этих условиях показывает коэффициент трения по стали 0,02-0,04. Очень высокая несущая способность (до 2800 МПа), высокая радиационная стойкость и теплопроводность, сохранение антифрикционных свойств в вакууме до температур 800 °C сделали дисульфид молибдена одним из главных материалов узлов трения космической техники.
Кроме дисульфида молибдена антифрикционные свойства проявляют и другие дихалькогениды (селениды', сульфиды и теллуриды) тугоплавких металлов — вольфрама, молибдена, ниобия, титана и тантала. Дисульфид вольфрама WS2 обладает ещё большей термостойкостью на воздухе и образует на поверхности плёнку с втрое большей несущей способностью и чрезвычайно стойкую к воздействию агрессивных сред. В вакууме он работоспособен до температур более 1300 °C и обеспечивает коэффициент трения ниже 0,05. Но и стоит он в несколько раз дороже.
Продолжающиеся научные исследования в области нанотехнологий позволяют совершенствовать состав твёрдых технологических смазок, увеличивая тем самым, эффект от их применения.

## Состав
В качестве наполнителя в твёрдых технологических смазках может быть использован нефтяной церезин по ТУ 38.101507-79, парафиновая кислота по ГОСТ 23683-89 и стеариновая кислота по ГОСТ 6484-96.
В качестве основного компонента используют специальные ресурсовосстанавливающие вещества и противоизносные модификаторы.
Граничные значения содержания компонентов твёрдых технологических смазок выбирают в соответствии с экспериментальными данными.